# 超微細構造

水素原子における微細構造(fine structure)と超微細構造(hyperfine structure)の模式図

超微細構造（英: Hyperfine structure）とは、原子物理学において、原子や分子のエネルギー準位（あるいはスペクトル）に現れる小さなシフトや分裂である。超微細構造は、原子核とその原子核位置における場との相互作用(超微細相互作用、英: Hyperfine interaction)により起こる。
原子の超微細構造は、原子核の磁気双極子モーメントと電子がつくる磁場との相互作用や、原子核の電気四重極モーメントと原子内の電荷分布がつくる電場勾配との相互作用から生じる。
分子の超微細構造は、一般に上記2つの効果が支配的だが、他に分子内の異なる磁性原子核が持つ磁気モーメント間の相互作用や、核磁気モーメントと分子の回転によって発生する磁場との間の相互作用も含まれる。
超微細構造と微細構造(fine structure)は異なるものである。微細構造では、電子スピンがつくる磁気モーメントと電子の軌道角運動量との相互作用がエネルギーシフトを起こす。超微細構造では、原子核とその内部に生じる電場や磁場との相互作用がエネルギーシフトが起こす。超微細構造のエネルギーシフトは微細構造のエネルギーシフトに比べて桁違いに小さい。微細構造のスケールが数ミリ電子ボルトであるのに対し、超微細構造のスケールは10-12電子ボルトである。

## 歴史
超微細構造は19世紀末に既にアルバート・マイケルソンにより光学的に観測されていた。しかし、説明は1920年代の量子力学に依らなければできなかった。1924年にヴォルフガング・パウリは核磁気モーメントを理論的に提案した。
原子の超微細構造に関する初期の理論は、1930年にエンリコ・フェルミによって、任意の角運動量を持つ価電子を1個含む原子について与えられた。この構造のゼーマン分裂は、同年末にサミュエル・ゴーズミットとロバート・バッチャーによって議論された。1935年、H. Schüler と Theodor Schmidt は、ユウロピウム、カシオピウム（ルテチウムの旧称）、インジウム、アンチモン、水銀の超微細構造の異常を説明するために、核四重極モーメントの概念を提案した。

## 理論
超微細構造の理論は電磁気学に由来し、（電気単極子を除く）原子核の多極子モーメントと内部で発生する場との相互作用からなる。ここでは、まず、原子の場合についての理論を導く。この理論は分子内の各原子核にも適用できる。その後、分子の場合に特有な追加効果について議論する。

### 原子の超微細構造

#### 磁気双極子 (Magnetic dipole)
超微細ハミルトニアンにおいて支配的な項は、普通、磁気双極子項である。ゼロでない核スピン{\displaystyle \mathbf {I} }を持つ原子核は磁気双極子モーメントを持ち、次式で与えられる：
{\displaystyle {\boldsymbol {\mu }}_{\text{I}}=g_{\text{I}}\mu _{\text{N}}\mathbf {I} ,}
ここで{\displaystyle g_{\text{I}}}はg因子、 {\displaystyle \mu _{\text{N}}}は核磁子である。
磁場が存在する場合、磁気双極子モーメントに関連付けられたエネルギーが存在する。原子核の磁気双極子モーメントμIが、磁場B中に置かれたとき、ハミルトニアンの項は次式で与えられる：
{\displaystyle {\hat {H}}_{\text{D}}=-{\boldsymbol {\mu }}_{\text{I}}\cdot \mathbf {B} .}
外部から磁場が印加されていない場合、原子核が感じる磁場は、電子の軌道角運動量(ℓ)とスピン角運動量(s)に由来するものである：
{\displaystyle \mathbf {B} \equiv \mathbf {B} _{\text{el}}=\mathbf {B} _{\text{el}}^{\ell }+\mathbf {B} _{\text{el}}^{s}.}

##### 電子軌道角運動量による磁場 (Electron orbital magnetic field)
電子の軌道角運動量は、外部のある固定点（原子核の位置）に対する電子の運動から生じる。原子核に対してrの位置にある、電荷-eを持つ1個の電子の運動がつくる原子核位置での磁場は、次式で与えられる：
{\displaystyle \mathbf {B} _{\text{el}}^{\ell }={\frac {\mu _{0}}{4\pi }}{\frac {-e\mathbf {v} \times -\mathbf {r} }{r^{3}}},}
ここで-rは電子に対する原子核の位置を示す。ボーア磁子{\displaystyle \mu _{\text{B}}}を用いて表すと以下のようになる：
{\displaystyle \mathbf {B} _{\text{el}}^{\ell }=-2\mu _{\text{B}}{\frac {\mu _{0}}{4\pi }}{\frac {1}{r^{3}}}{\frac {\mathbf {r} \times m_{\text{e}}\mathbf {v} }{\hbar }}.}
mevは電子の運動量pで置き換えられ、r×p/ħはħを単位とする軌道角運動量ℓである：
{\displaystyle \mathbf {B} _{\text{el}}^{\ell }=-2\mu _{\text{B}}{\frac {\mu _{0}}{4\pi }}{\frac {1}{r^{3}}}\mathbf {\ell } .}
多電子原子の場合、この表現は、全軌道角運動量{\displaystyle \mathbf {L} }を用いて一般的に書かれ、電子ごとに和を取り、射影演算子{\displaystyle \varphi _{i}^{\ell }}を使用する。ここで{\textstyle \sum _{i}\mathbf {\ell } _{i}=\sum _{i}\varphi _{i}^{\ell }\mathbf {L} }である。軌道角運動量の射影Lzが明確に定義されている状態においては、{\displaystyle \varphi _{i}^{\ell }={\hat {\ell }}_{z_{i}}/L_{z}}と書けて、以下の式が与えられる：
{\displaystyle \mathbf {B} _{\text{el}}^{\ell }=-2\mu _{\text{B}}{\frac {\mu _{0}}{4\pi }}{\frac {1}{L_{z}}}\sum _{i}{\frac {{\hat {\ell }}_{zi}}{r_{i}^{3}}}\mathbf {L} .}

##### 電子スピン角運動量による磁場 (Electron spin magnetic field)
電子のスピン角運動量は、粒子に固有の性質であり電子の動きには依存しない。しかし、角運動量は角運動量である。荷電粒子の角運動量は磁気双極子モーメントをつくり、それが磁場の源となる。スピン角運動量sを持つ電子は、次の式で与えられる磁気モーメントμsを持つ：
{\displaystyle {\boldsymbol {\mu }}_{\text{s}}=-g_{s}\mu _{\text{B}}\mathbf {s} ,}
ここで、gsは電子スピンのg因子である。マイナス符号は電子が負に帯電しているためである（同じ質量を持つ、それぞれ負と正に帯電した粒子が等価な経路を移動すると、同じ角運動量を持つが電流は逆方向に流れると考える）。
点の双極子モーメントの磁場μsは以下で与えられる：
{\displaystyle \mathbf {B} _{\text{el}}^{s}={\frac {\mu _{0}}{4\pi r^{3}}}\left(3\left({\boldsymbol {\mu }}_{\text{s}}\cdot {\hat {\mathbf {r} }}\right){\hat {\mathbf {r} }}-{\boldsymbol {\mu }}_{\text{s}}\right)+{\dfrac {2\mu _{0}}{3}}{\boldsymbol {\mu }}_{\text{s}}\delta ^{3}(\mathbf {r} ).}

##### 電子の全磁場とその寄与 (Electron total magnetic field and contribution)
超微細ハミルトニアンに対する磁気双極子の寄与全体は次のように与えられる：
{\displaystyle {\begin{aligned}{\hat {H}}_{D}={}&2g_{\text{I}}\mu _{\text{N}}\mu _{\text{B}}{\dfrac {\mu _{0}}{4\pi }}{\dfrac {1}{L_{z}}}\sum _{i}{\dfrac {{\hat {\ell }}_{zi}}{r_{i}^{3}}}\mathbf {I} \cdot \mathbf {L} \\&{}+g_{\text{I}}\mu _{\text{N}}g_{\text{s}}\mu _{\text{B}}{\frac {\mu _{0}}{4\pi }}{\frac {1}{S_{z}}}\sum _{i}{\frac {{\hat {s}}_{zi}}{r_{i}^{3}}}\left\{3\left(\mathbf {I} \cdot {\hat {\mathbf {r} }}\right)\left(\mathbf {S} \cdot {\hat {\mathbf {r} }}\right)-\mathbf {I} \cdot \mathbf {S} \right\}\\&{}+{\frac {2}{3}}g_{\text{I}}\mu _{\text{N}}g_{\text{s}}\mu _{\text{B}}\mu _{0}{\frac {1}{S_{z}}}\sum _{i}{\hat {s}}_{zi}\delta ^{3}{\left(\mathbf {r} _{i}\right)}\mathbf {I} \cdot \mathbf {S} .\end{aligned}}}
第1項は、電子軌道角運動量に由来する磁場における原子核双極子のエネルギーを示す。第2項は、電子スピンの磁気モーメントに起因する場と原子核双極子の「有限距離」の相互作用のエネルギーを表す。最後の項は、フェルミ接触項として知られ、原子核双極子とスピン双極子との直接相互作用に関係し、原子核の位置で有限の電子スピン密度を持つ状態（s軌道に不対電子を持つ状態）でのみゼロでない。詳細な核磁気モーメント分布を考慮すると、異なる式が得られるかもしれないと議論されている。
{\displaystyle \ell \neq 0}の状態のとき、次のような形で表すことができる
{\displaystyle {\hat {H}}_{D}=2g_{I}\mu _{\text{B}}\mu _{\text{N}}{\dfrac {\mu _{0}}{4\pi }}{\dfrac {\mathbf {I} \cdot \mathbf {N} }{r^{3}}},}
ここで：
{\displaystyle \mathbf {N} ={\boldsymbol {\ell }}-{\frac {g_{s}}{2}}\left[\mathbf {s} -3(\mathbf {s} \cdot {\hat {\mathbf {r} }}){\hat {\mathbf {r} }}\right].}
微細構造が微細構造に比べ小さい場合（LS結合になぞらえてIJ結合と呼ばれることもある）、IとJは良い量子数であり、{\displaystyle {\hat {H}}_{\text{D}}} の行列要素はIとJの対角として近似することができる。この場合（軽元素について一般的に当てはまる）、NをJに投影することができ（ここで、J = L + Sは全電子角運動量である）、次のようになる：
{\displaystyle {\hat {H}}_{\text{D}}=2g_{I}\mu _{\text{B}}\mu _{\text{N}}{\dfrac {\mu _{0}}{4\pi }}{\dfrac {\mathbf {N} \cdot \mathbf {J} }{\mathbf {J} \cdot \mathbf {J} }}{\dfrac {\mathbf {I} \cdot \mathbf {J} }{r^{3}}}.}
この式は一般的に次のように書かれる
{\displaystyle {\hat {H}}_{\text{D}}={\hat {A}}\mathbf {I} \cdot \mathbf {J} ,}
{\textstyle \left\langle {\hat {A}}\right\rangle }は超微細構造定数で、実験によって決定される。I⋅J = 1⁄2{F⋅F − I⋅I − J⋅J}{\displaystyle } （ここでF = I + Jは全角運動量）であるため、次のようなエネルギーが得られる：
{\displaystyle \Delta E_{\text{D}}={\frac {1}{2}}\left\langle {\hat {A}}\right\rangle [F(F+1)-I(I+1)-J(J+1)].}
この場合、超微細相互作用はランデの間隔則を満たす。

#### 電気四極子 (Electric quadrupole)
スピン{\displaystyle I\geq 1}を持つ原子核は電気四重極モーメントを持つ。この場合、一般的にランク2{\displaystyle Q_{ij}}のテンソルによって表され、その成分は次のように与えられる：
{\displaystyle Q_{ij}={\frac {1}{e}}\int \left(3x_{i}^{\prime }x_{j}^{\prime }-\left(r'\right)^{2}\delta _{ij}\right)\rho {\left(\mathbf {r} '\right)}\,d^{3}\mathbf {r} ',}

ここでiとjは1から3までのテンソルのインデックスで、xiとxjはそれぞれiとjの値に応じて、空間変数x、y、zを表す。δijはクロネッカーのデルタ、ρ(r)は電荷密度を示す。3次元のランク2テンソルである四重極モーメントは32 = 9成分を持つ。成分の定義から、四重極テンソルは対称行列(Qij = Qji)であり、トレースがゼロ({\textstyle \operatorname {tr} Q=\sum _{i}Q_{ii}=0})であることは明らかであり、既約表現では5つの成分しか持たない。既約球テンソルの表記法を用いると次のように表される：
{\displaystyle T_{m}^{2}(Q)={\sqrt {\frac {4\pi }{5}}}\int \rho {\left(\mathbf {r} '\right)}\left(r'\right)^{2}Y_{m}^{2}\left(\theta ',\varphi '\right)\,d^{3}\mathbf {r} '.}
電場中の電気四重極モーメントのエネルギーは、電場の強さではなく、電場勾配に依存する。電場勾配は{\textstyle {\underline {\underline {q}}}}で表され、ナブラと電場ベクトルの外積によって与えられるランク2のテンソルである：
{\displaystyle {\underline {\underline {q}}}=\nabla \otimes \mathbf {E} ,}
その成分は以下である：
{\displaystyle q_{ij}={\frac {\partial ^{2}V}{\partial x_{i}\,\partial x_{j}}}.}
ここでも、これが対称行列であることは明らかであり、原子核位置における電場の発生源は完全に原子核の外側の電荷分布であるため、これは5成分の球テンソル{\displaystyle T^{2}(q)}として表すことができる：
{\displaystyle {\begin{aligned}T_{0}^{2}(q)&={\frac {\sqrt {6}}{2}}q_{zz}\\T_{+1}^{2}(q)&=-q_{xz}-iq_{yz}\\T_{+2}^{2}(q)&={\frac {1}{2}}(q_{xx}-q_{yy})+iq_{xy},\end{aligned}}}
ここで以下のような関係がある（*は共役を示す）:
{\displaystyle T_{-m}^{2}(q)=(-1)^{m}T_{+m}^{2}(q)^{*}.}
ハミルトニアンの四重極項は以下のようになる：
{\displaystyle {\hat {H}}_{Q}=-eT^{2}(Q)\cdot T^{2}(q)=-e\sum _{m}(-1)^{m}T_{m}^{2}(Q)T_{-m}^{2}(q).}
一般の原子核は軸対象に近いため、全ての非対角要素はほとんどゼロである。このため、原子核の電気四重極モーメントはQzzで代表されることが多い。

### 分子の超微細構造
分子の超微細ハミルトニアンには、各原子について、先述した原子に関する項（スピン{\displaystyle I>0}の場合の磁気双極子項とスピン{\displaystyle I\geq 1}の場合の電気四重極項）が含まれる。二原子分子の磁気双極子項はFroschとFoleyによって初めて導出され、その結果として得られた超微細パラメータはFrosch and Foley parametersと呼ばれる。
上記の効果に加え、分子の場合に特有の効果がいくつかある。

#### 核スピンースピン間直接作用 (Direct nuclear spin–spin)
スピン{\displaystyle I>0}を持つある原子核は、ゼロでない磁気モーメントを持ち、磁場の発生源であると同時に他の全ての核磁気モーメントの合成場によってエネルギーを持つ。それぞれの磁気モーメントと他の磁気モーメントがつくる場とのドット積の総和が、超微細ハミルトニアンにおける直接核スピン–スピン項{\displaystyle {\hat {H}}_{II}}を与える。
{\displaystyle {\hat {H}}_{II}=-\sum _{\alpha \neq \alpha '}{\boldsymbol {\mu }}_{\alpha }\cdot \mathbf {B} _{\alpha '},}
ここでαとα'はそれぞれエネルギーに寄与する原子核と磁場の発生源となる原子核を表す添字である。原子核角運動量と双極子の磁場の項で双極子モーメントの式を代入すると、次のようになる
{\displaystyle {\hat {H}}_{II}={\dfrac {\mu _{0}\mu _{\text{N}}^{2}}{4\pi }}\sum _{\alpha \neq \alpha '}{\frac {g_{\alpha }g_{\alpha '}}{R_{\alpha \alpha '}^{3}}}\left\{\mathbf {I} _{\alpha }\cdot \mathbf {I} _{\alpha '}-3\left(\mathbf {I} _{\alpha }\cdot {\hat {\mathbf {R} }}_{\alpha \alpha '}\right)\left(\mathbf {I} _{\alpha '}\cdot {\hat {\mathbf {R} }}_{\alpha \alpha '}\right)\right\}.}

#### 核スピンー回転 (Nuclear spin–rotation)
分子内の核磁気モーメントは、分子のバルク回転に伴う角運動量T(核内変位ベクトルはR）がつくる磁場の中に存在する
{\displaystyle {\hat {H}}_{\text{IR}}={\frac {e\mu _{0}\mu _{\text{N}}\hbar }{4\pi }}\sum _{\alpha \neq \alpha '}{\frac {1}{R_{\alpha \alpha '}^{3}}}\left\{{\frac {Z_{\alpha }g_{\alpha '}}{M_{\alpha }}}\mathbf {I} _{\alpha '}+{\frac {Z_{\alpha '}g_{\alpha }}{M_{\alpha '}}}\mathbf {I} _{\alpha }\right\}\cdot \mathbf {T} .}

#### 小さな分子の超微細構造 (Small molecule hyperfine structure)
上述の相互作用による超微細構造の典型的で単純な例は、シアン化水素(1H12C14N)の基底振動状態での回転遷移である。ここで、電気四重極相互作用は14N原子核によるものであり、超微細核スピン-スピン分裂は窒素14N (IN = 1)と水素1H (IH = 1⁄2)の間の磁気結合によるものであり、水素スピン-回転相互作用は1H原子核によるものである。分子内の超微細構造に寄与するこれらの相互作用は、影響の大きい順に列挙されている。サブドップラー法は、HCNの回転遷移における超微細構造を識別するために用いられてきた。
HCNにおける超微細構造遷移の双極子選択則は{\displaystyle \Delta J=1}, {\displaystyle \Delta F=\{0,\pm 1\}}である。ここで、Jは回転量子数、Fは核スピンを含めた全回転量子数({\displaystyle F=J+I_{\text{N}}})を指す。最も低い遷移({\displaystyle J=1\rightarrow 0})は超微細三重項に分裂する。選択則を用いると、{\displaystyle J=2\rightarrow 1}の遷移やそれ以上の双極子遷移の超微細パターンは、超微細六重項の形になる。ただし、これらの成分の1つ({\displaystyle \Delta F=-1})が回転遷移の強度に占めるのは、{\displaystyle J=2\rightarrow 1}のとき、わずか0.6%である。この寄与はJが増加するにつれて減少する。したがって、{\displaystyle J=2\rightarrow 1}以上では、超微細パターンは、3つの非常に間隔の狭い強い超微細成分({\displaystyle \Delta J=1}, {\displaystyle \Delta F=1})と、2つの間隔の広い成分から構成される；1つは中央の超微細三重項に対して低周波数側にあり、もう1つは高周波数側にある。これらの外れ値（Jは許容双極子遷移の上限回転量子数）はそれぞれ遷移全体の強度の約{\displaystyle {\tfrac {1}{2}}J^{2}}を持つ。連続したより高いJの遷移の場合、個々の超微細成分の相対的な強度と位置には小さいが有意な変化がある。

## 測定
超微細相互作用は、原子および分子スペクトルや、フリーラジカルや遷移金属イオンの電子常磁性共鳴スペクトルなど、さまざまな方法で測定できる。

## 応用

### 天体物理学
超微細分裂は非常に小さいため、遷移周波数は通常、光学領域（波長100 nm ~ 1 mm）でなく、ラジオ波やマイクロ波（サブミリメートルとも呼ばれる）周波数の領域にある。
超微細構造は、星間物質中のHI領域で観測される21cm線を生み出す。
カール・セーガンとフランク・ドレイクは、水素の超微細遷移は時間と長さの基本単位として用いるに足る普遍的な現象であると考え、パイオニア探査機の金属板や後のボイジャーのゴールデンレコードに記した。
サブミリ波天文学において、ヘテロダイン受信機は、星形成領域や若い星状天体などの天体からの電磁信号を検出するために広く使用されている。観測された回転遷移の超微細スペクトルの隣接する成分間の間隔は、通常、受信機の中間周波数バンドに収まるほど小さい。光学的深さは周波数によって異なるため、超微細成分間の強度比は、それらの本来の（または光学的に希薄な）強度とは異なる（これがいわゆるHyperfine anomalyであり、シアン化水素HCNの回転遷移でよく観測される）。したがって、光学的深さをより正確に測定することが可能になり、天体の物理的パラメーターを導き出すことができる。

### 核分光法
核分光法では、物質の局所構造を調べるために原子核が利用される。これらの方法では主に、対象原子核（プローブ）とその周囲の原子やイオンとの超微細相互作用が用いられる。メジャーな方法として、核磁気共鳴、メスバウアー分光法、摂動角相関法がある。

### 核技術
原子蒸気レーザー同位体分離(AVLIS)プロセスでは、ウラン235とウラン238の光学遷移における超微細分裂を利用して、ウラン235原子のみを選択的に光イオン化する。その後、イオン化された粒子を非イオン化された粒子から分離する。正確な波長の光線を供給するために、精密に調整された色素レーザーが使用される。

### 国際単位系における秒とメートルの定義への利用
超微細構造の遷移を利用して、非常に高い安定性、再現性、およびQ値を持つマイクロ波ノッチフィルタを作ることができる。これは非常に精密な原子時計の基礎として利用できる。遷移周波数という用語は、原子の2つの超微細準位間の遷移に対応する放射の周波数を示し、f = ΔE/hに等しい（ΔEは準位間のエネルギー差であり、hはプランク定数）。通常、セシウム原子やルビジウム原子の特定の同位体の遷移周波数が、これらの時計の基礎として使用される。
超微細構造遷移を利用した原子時計は、その精度の高さから秒の定義の基礎として用いられる。2019年以降、1秒は以下のように定義されている。
1983年10月21日、第17回国際度量衡総会は、メートルという単位を、1秒の 1/299,792,458 の時間間隔で真空中の光が進む経路の長さと定義した。

### 量子電気力学の精密試験
水素とミューオニウムにおける超微細分裂は、微細構造定数αの値を測定するために用いられてきた。他の物理系でのαの測定値との比較は、量子電気力学の精密なテストを可能にする。

### イオントラップ量子コンピューティングにおける量子ビット
トラップされたイオンの超微細準位は、イオントラップ量子コンピューティングにおける量子ビットの保存によく使われる。超微細状態の寿命は非常に長く、実験的には10分程度であることが知られている（準安定電子準位は1秒程度）。
状態のエネルギー分離に関連する周波数はマイクロ波領域にあり、マイクロ波放射を使用して超微細遷移を駆動することが可能である。しかし、現在のところ、特定のイオンに焦点を合わせることができるエミッターは存在しない。その代わりに、一対のレーザーパルスの周波数差（離調(detuning)）を必要な遷移の周波数に等しくすることで、遷移を駆動することができる。これは本質的に誘導ラマン遷移である。さらに、近接場勾配を利用して、約4.3マイクロメートルの距離にある2つのイオンをマイクロ波で個々に直接扱うことができる